# Der Fremde (1967)
Der Fremde ist ein italienisch-französisch-algerischer Spielfilm aus dem Jahre 1967 von Luchino Visconti mit Marcello Mastroianni in der Hauptrolle. Die Vorlage dazu bildete der gleichnamige Existentialismus-Roman von Albert Camus.

## Handlung
Im französisch kontrollierten Algerien im Jahre 1935: Der Franzose Arthur Meursault ist der Inbegriff eines indifferenten, teilnahmslosen Menschen, ein seltsamer Kauz, der zwischen Gut und Böse, Richtig und Falsch nicht wirklich unterscheiden kann, dessen Werteskala einzig und allein den eigenen Maßstäben und nicht denen der Gesellschaft folgt. Unauffällig und teilnahmslos lebt er ein belangloses Leben ohne Höhen und Tiefen. Auch zu tiefer gehenden Emotionen scheint er nicht imstande. Als seine Mutter stirbt, empfindet er nichts, selbst an ihrem Grab kann er keine Träne verdrücken. Bereits am darauffolgenden Tag beginnt er eine für ihn letztlich bedeutungslose Affäre mit einer Frau, der Stenographin Marie Cardona. Meursault ist ein Fremder: ein Fremder für seine Mitmenschen, ein Fremder in seiner Stadt, ein Fremder in der Welt.
Meursaults Zimmernachbar heißt Raymond, der von Frauen die Finger nicht lassen kann. Er sucht Arthurs Freundschaft und bittet ihn darum, ihm in der Angelegenheit eines Arabermädchens zu helfen. Meursault, indifferent wie stets, sagt zu. Eines Abends vernehmen Meursault und Marie verzweifelte Rufe aus Raymonds Zimmer: Es ist das Arabermädchen, das um Hilfe ruft und Zuflucht bei dem Mann sucht, der sie schwerst misshandelt. Zwar greift die Polizei ein, doch Raymond muss keine Konsequenzen fürchten. Dennoch fühlt er sich seit diesem Vorfall Tag für Tag vom Bruder des Arabermädchens verfolgt. Eines Tagen reisen Arthur, Marie und Raymond ans Meer. Auch hier taucht der Araber plötzlich auf. Im Moment des gegenseitigen Anschweigens der vier Menschen greift Meursault zu einer Schusswaffe und streckt völlig unvermutet den Mann nieder. Im Roman heißt es: „Ich begriff, dass ich das Gleichgewicht des Tages, das ungewöhnliche Schweigen eines Strandes zerstört hatte, an dem ich glücklich gewesen war. Dann schoss ich noch viermal auf einen leblosen Körper, in den die Kugeln eindrangen, ohne dass man es sah. Und es waren gleichsam vier kurze Schläge an das Tor des Unheils.“
Arthur Meursault wird verhaftet, eingekerkert, des Mordes angeklagt und für schuldig befunden. In einer Stellungnahme behauptet er wieder nur vollkommen teilnahmslos, dass er den jungen Araber nicht habe töten wollen und erntet dafür im Gerichtssaal nur Gelächter. Nicht so sehr die Tat als solche ist es, was die Anwesenden so erschreckt, sondern ihre Begleitumstände, die Gefühllosigkeit, die Unbetroffenheit, die Teilnahmslosigkeit, die Herzenskälte und Indifferenz des Delinquenten, kurz: dessen in jeder Hinsicht „fremd sein“ in dieser Welt. Meursault wird zum Tode verurteilt, doch er fühlt sich nicht schuldig, nicht einmal die Angst vor dem eigenen, unweigerlich nahenden Tod ist etwas, was ihn erschreckt oder ihm auch nur eine Gefühlsregung abverlangt, denn für Arthur Meursault ist der Tod die einzige Realität. Im Angesicht eines von ihm Reue und Buße fordernden Priesters unmittelbar vor seiner Hinrichtung erkennt er, wie glücklich er bislang gewesen ist und wie absurd ihm dieses Leben doch erscheint.

## Produktionsnotizen
Der Fremde wurde am 14. Oktober 1967 in Italien uraufgeführt und lief sechs Tage darauf auch in Frankreich an. In Deutschland konnte man den Streifen ab dem 1. März 1968 sehen. Im selben Jahr wurde Der Fremde für den Golden Globe als beste fremdsprachige Produktion nominiert.
Die Bauten wurden von Mario Garbuglia gestaltet, die Kostüme entwarf Piero Tosi.
Hauptdarsteller Marcello Mastroianni und Filmeditor Ruggero Mastroianni waren Brüder.

## Kritiken
„Die Geschichte eines Mannes, der von der intoleranten Gesellschaft als Fremder vernichtet wird, weil er sich nach seinem Gewissen richtet und nicht nach ihren Konventionen und Vorurteilen. Sorgfältige, in der Milieuzeichnung vorbildliche Übertragung des Romans von Albert Camus.“

„Kennern der Vorlage bringt der Film nichts Neues, und unbefangenen Besuchern gibt er wenig Aufschluß über die Camus’sche Weltanschauung, die vor der äußeren Handlung und den schönen Bildern in den Hintergrund rückt. Trotzdem könnte er zum Nachdenken über existenzialistische und christliche Weltdeutung und Lebensauffassung Anlaß geben, daher für interessierte Besucher und zur Diskussion empfehlenswert.“

„Ausgezeichnete Adaption von Albert Camus’ existenzialistischem Roman eines Mannes, der sich vollständig von der Gesellschaft isoliert fühlt. Mastroianni ist perfekt in der Hauptrolle besetzt worden.“

„Luchino Visconti (Tod in Venedig) hat die Geschichte eines Mannes, der in dieser Welt keinen Platz findet, weil er sich nach seinem Gewissen und nicht nach gesellschaftlichen Konventionen richtet, meisterlich adaptiert.“